# Culturele en kunstzinnige vorming
Culturele en kunstzinnige vorming (afgekort tot ckv, soms cultureel kunstzinnige vorming genoemd) is een vak dat op Nederlandse middelbare scholen wordt gegeven sinds de invoering van de tweede fase. Het werd vanaf het schooljaar 1999 / 2000 ingevoerd in de bovenbouw van havo en vwo. Per 1 augustus 2003 is het vak ook ingevoerd op het vmbo.
Het vak is een  kennismaking met allerlei kunstvormen en is bedoeld om de jeugd bekend te maken met kunst. Diverse kunstinstellingen proberen hierop in te spelen. Zo heeft het Filmmuseum de 'CKV-tip van de maand' ingevoerd en zijn veel musea goedkoper of gratis toegankelijk voor ckv-leerlingen. Dit gebeurt door middel van een CKV-pas (wat een speciale CJP-pas is). Daarnaast krijgen leerlingen bonnen die een bedrag waard zijn van € 2,00 tot € 3,70. Sommige scholen houden (een gedeelte van) de bonnen in eigen zak, om zo algemene ckv-bezoeken te financieren. Sinds 2020 is het ook mogelijk om met de CJP-pas toegang te krijgen tot het Cultuurkaart Dossier van Apprentice. Hierin kan de school de digitale vastlegging van het cultuurportfolio uitbesteden, waarbij ze er zeker van kunnen zijn dat de richtlijnen van het OC&W nageleefd worden.
Met de komst van de vernieuwde tweede fase in het schooljaar 2007/2008 is ckv gewijzigd.
Ckv bestond voor de nieuwe tweede fase uit drie delen:
1. CKV-1 was een verplicht (algemeen) vak voor alle leerlingen, waarbij aan het gymnasium de klassieke variant klassieke culturele vorming (kcv) gevolgd kan worden, uitgezonderd voor vavo-leerlingen.
2. CKV-2 was een theoretisch vak, waarbij allerlei kunstdisciplines bestudeerd worden, zoals beeldende kunst, dans, muziek, toneel, film en kunstgeschiedenis.
3. CKV-3 was een praktisch vak, hierbij staat expressie centraal. Vaak wordt hierbij getekend/geschilderd of gemusiceerd.

Enkele vormen:
- Beeldend
- Tekenen
- Muziek
- Textiel
- Drama
- Film
- Video
- Mime
- Schilderkunst

De vakken CKV-2 en CKV-3 waren verplichte vakken in het profiel Cultuur & Maatschappij en konden op sommige scholen in het vrije deel bij een ander profiel worden gekozen.
In de vernieuwde tweede fase:
1. In de vernieuwde tweede fase heet het vroegere CKV-1 nu enkel ckv en is ook nu voor iedereen verplicht. Voor gymnasiumleerlingen is nog steeds de klassieke variant kcv verplicht in plaats van ckv.
2. In alle profielen bestaat de mogelijkheid om 'Kunst' te kiezen. De leerling krijgt dan het theorievak 'Kunst Algemeen' (vergelijkbaar met CKV-2, er zijn wel verschillen) en een specifiek praktisch vak (vergelijkbaar met CKV-3). Dit is echter niet op alle scholen mogelijk.

## Organisaties die aanhaken op ckv
De Stichting CJP is zich actief met ckv bezig gaan houden. CJP staat voor Cultureel Jongeren Paspoort (CJP) en is opgericht door de ASVA. Met een Cultureel Jongeren Paspoort kunnen  Nederlandse jongeren (tot de leeftijd van 30 jaar) korting krijgen op toegangskaartjes voor bepaalde evenementen zoals films, muziek, parties, kleding, concerten, theater en musea of korting op abonnementen voor tijdschriften, kunstuitleen en dergelijke. Het Cultureel Jongeren Paspoort is echter ook de naam van de organisatie: 'CJP'. Voor ckv-leerlingen geeft de CJP bijvoorbeeld een apart blad uit dat op school verspreid wordt: de CJP XS. In dit blad veel aandacht voor ckv-activiteiten, leuke voorstellingen voor jongeren en interviews met artiesten.
Veel artiesten en kunstenaars hebben aparte programma's, workshops of zelfs voorstellingen ontwikkeld gericht op ckv-leerlingen. Via CJP kunnen scholen deze programma's en workshops 'gratis' inhuren. Artiesten kunnen zich namelijk aanmelden als 'acceptant' bij de CJP. Dit betekent concreet dat deze artiesten tegoeden kunnen innen, die de CJP gratis verstrekt aan scholen. Scholen kunnen deze tegoeden dus alleen aan CJP-acceptanten uitgeven. Scholen kunnen ervoor kiezen om het CJP-tegoed zelf uit te geven of om het tegoed door te geven aan de leerlingen. Veel scholen laten de bonnen echter ongebruikt liggen, maar andere scholen zijn zeer actief.  
Ook andere organisaties proberen aan te haken op ckv. Zo is er sinds 2009 bijvoorbeeld een 'Cultuur-Makelaar', die probeert om bedrijfsmatig scholen te helpen bij het organiseren, vinden en boeken van leuke culturele activiteiten.